# Bentley 4¼ Litre
La 4 ¼Litre è una autovettura costruita dalla Bentley dal 1936 al 1939. È stata commercializzata nel marzo del 1936. Sostituì la Bentley 3½ Litre.

## Tecnica
Nella preparazione della vettura fu incrementato il peso della carrozzeria, pur mantenendo un carattere sportivo. La cilindrata del motore fu incrementato a 4257 cm³ con un alesaggio di 88,9 mm. Dal 1938 le serie MR e MX adottarono uno sterzo Marles ed un cambio overdrive. Il modello fu sostituito dalla Bentley Mark V.
Furono assemblate 1234 esemplari, ed il carrozziere maggiormente chiamato a completare la vettura fu Park Ward. Gli ultimi modelli avevano il corpo della vettura in acciaio, i primi invece in pannelli d'alluminio.
Una 4¼ Litre con una carrozzeria aerodinamica assemblata da Pourtout di Parigi per il pilota greco A.M. Embiricos raggiunse la velocità di 185 km/h sul circuito di Brooklands. Lo stesso modello partecipò alla 24 Ore di Le Mans nel 1949, 1950 e 1951. Diventò la prima automobile ad aver finito la competizione per tre anni consecutivi. Nell'edizione del 1950 il pilota Edward Ramsden Hall alla guida di una 4¼ Litre fu il primo a correre l'intera corsa.

## Versioni Speciali

### Bentley 4¼ Litre Vincents Shooting Brake
Un esemplare della 4¼ venne convertita in versione Shooting Brake dalla carrozzeria Vincents.

### Bentley 4¼ Litre Veth & Zoon Drophead Coupe
Nel 1936 la carrozzeria Veth & Zoon realizzò una versione Drophead Coupe della 4¼ Litre.

### Bentley 4¼ Litre Vesters & Neirinck Drophead Coupe
Un esemplare della 4¼ venne convertita dalla carrozzeria Vesters & Neirinck in versione Drophead Coupe.

### Bentley 4¼ Litre Vanden Plas Tourer
Nel 1938 la carrozzeria Vanden Plas preparò un esemplare di 4¼ Litre in configurazione cabriolèt.

### Bentley 4¼ Litre James Young Sedanca Coupe
Un esemplare della 4¼ venne convertita da James Young in versione Sedanca Coupe.

### Bentley 4¼ Litre Park Ward Sedan/Open Tourer
La carrozzeria Park Ward modificò diversi esemplari della Bentley 4¼ Litre in versione Sedan e Open Tourer.

### Bentley 4¼ Litre Mulliner Streamlined Drophead Coupe
La carrozzeria Mulliner realizzò una versione aerodinamica della 4¼ Litre in versione Drophead Coupe. Per migliorare la forma e renderla più filante vennero montati nuovi specchietti retrovisori e vennero posti delle coperture sulle ruote nella sezione posteriore.

### Bentley 4¼ Litre Hooper Sports Saloon
Una 4¼ Litre è stata ricarrozzata dalla carrozzeria Hooper nel 1937 in versione berlina.

### Bentley 4¼ Litre Erdmann & Rossi Sedanca
La carrozzeria Erdmann & Rossi modificò una 4¼ Litre in configurazione Sedanca.

### Bentley 4¼ Litre Embiricos Special
Dopo l'acquisizione della Bentley da parte della Rolls-Royce, nel 1931, i modelli della casa inglese iniziarono a subire un progressivo calo prestazionale. Tentando di porre rimedio a tale situazione, i tecnici della Bentley decisero di testare una nuova carrozzeria aerodinamica su un modello 4¼ Litre all'interno di una galleria del vento. Il design della carrozzeria venne realizzato dal designer francese Georges Paulin, mentre i costi di sviluppo vennero coperti dall'armatore greco André Embiricos, cui era destinato il mezzo una volta completato. Il disegno della Embiricos Special venne reso molto pulito e furono impiegati numerosi elementi in materiali leggeri per costruirla, portando ad' un risparmio di 100 kg rispetto ai modelli di serie. Una volta completata, la vettura fu inviata sul circuito di Montlhéry per essere testata e risultò molto maneggevole, nonostante riuscisse a superare di poco i 200 km/h. Nel 1939 la vettura venne ceduta a H.S.F. Hay, il quale, oltre ad utilizzare la vettura per la normale percorrenza stradale, la impiegò anche nella 24 Ore di Le Mans del 1949, dove giunse sesta assoluta. Nei due anni successivi riuscì inoltre a classificarsi rispettivamente 14° e 22° assoluta.

### Bentley 4¼ Litre Carlton Cabriolet
La carrozzeria Carlton ricarrozzò un esemplare della 4¼ Litre in versione cabriolet.